# Joyce Cooper
Joyce Cooper (Reino Unido, 18 de abril de 1909-22 de julio de 2002) fue una nadadora británica especializada en pruebas de estilo libre corta distancia, donde consiguió ser subcampeona olímpica en 1928 en los 4 x 100 metros.

## Carrera deportiva

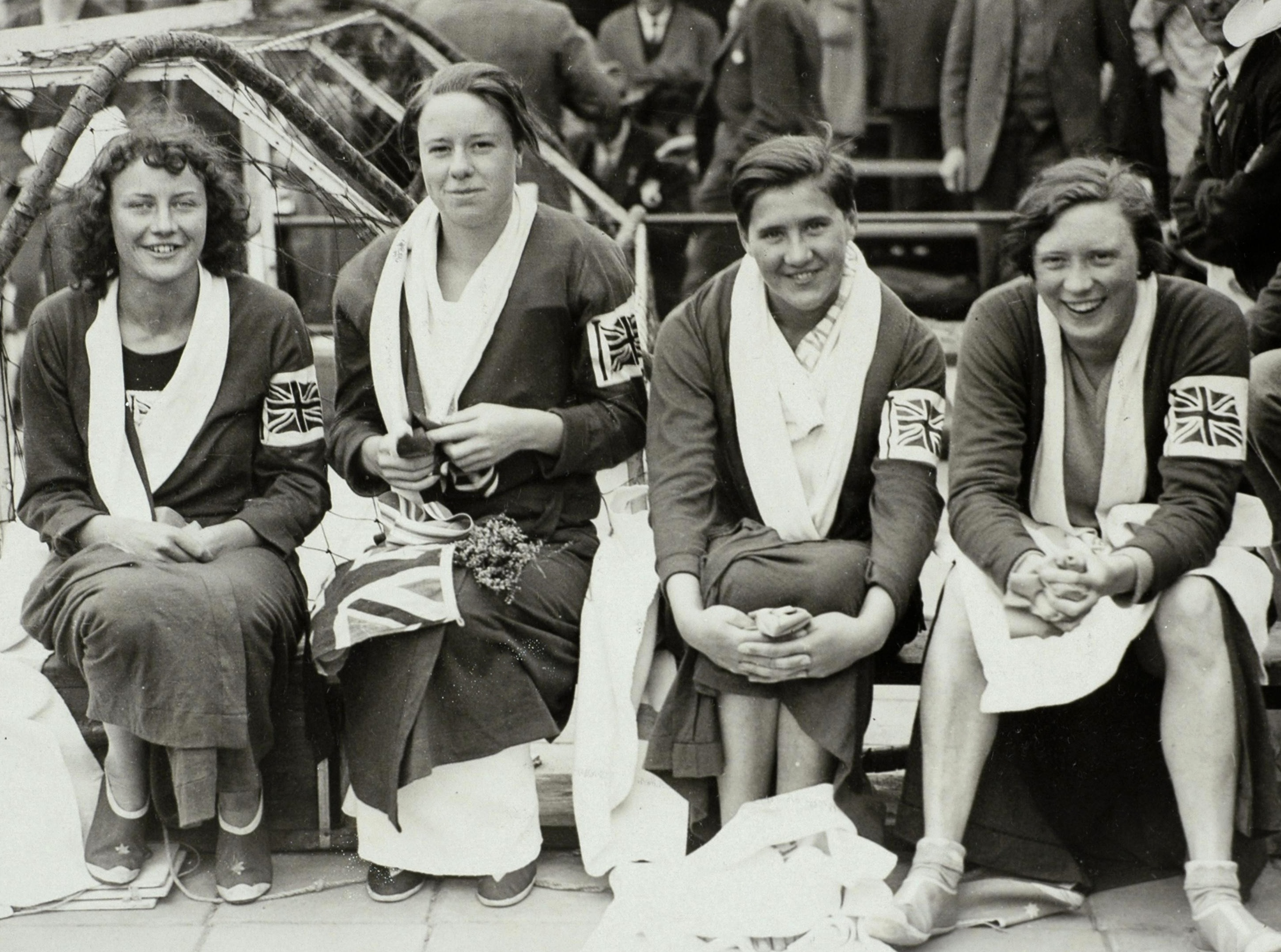
Cooper (primera por la izq.) junto a sus compañeras de relevos en 1928

En los Juegos Olímpicos de Ámsterdam 1928 ganó la medalla de plata en los relevos de 4 x 100 metros libre —tras Estados Unidos y por delante de Sudáfrica—, bronce en los 100 metros libre, y otro bronce en los 100 metros estilo espalda; cuatro años después, en las Olimpiadas de Los Ángeles 1932 ganó la medalla de bronce en los relevos de 4 x 100 metros estilo libre.